# العلاقات الفنلندية اللاتفية
العلاقات الفنلندية اللاتفية هي العلاقات الثنائية التي تجمع بين فنلندا ولاتفيا.

## مقارنة بين البلدين
هذه مقارنة عامة ومرجعية للدولتين:
| وجه المقارنة                                              | فنلندا                                                                               | لاتفيا                                             |
| --------------------------------------------------------- | ------------------------------------------------------------------------------------ | -------------------------------------------------- |
| المساحة (كم2)                                             | 338.42 ألف                                                                           | 64.59 ألف                                          |
| عدد السكان (نسمة)                                         | 5.52 مليون                                                                           | 1.93 مليون                                         |
| الكثافة السكانية (ن./كم²)                                 | 16.31                                                                                | 29.88                                              |
| العاصمة                                                   | هلسنكي                                                                               | ريغا                                               |
| اللغة الرسمية                                             | اللغة الفنلندية، اللغة السويدية                                                      | اللغة اللاتفية                                     |
| العملة                                                    | يورو، ماركا فنلندية                                                                  | يورو، لاتس لاتفي، الروبل اللاتفي ‏، الروبل اللاتفي ‏ |
| الناتج المحلي الإجمالي (بليون دولار)                      | 251.88 مليار                                                                         | 30.26 مليار                                        |
| الناتج المحلي الإجمالي (تعادل القوة الشرائية) بليون دولار | 231.84 مليار                                                                         | 49.24 مليار                                        |
| الناتج المحلي الإجمالي الاسمي للفرد دولار أمريكي          | 42.31 ألف                                                                            | 14.06 ألف                                          |
| الناتج المحلي الإجمالي للفرد دولار أمريكي                 | 40.68 ألف                                                                            | 23.55 ألف                                          |
| مؤشر التنمية البشرية                                      | 0.883                                                                                | 0.819                                              |
| رمز المكالمات الدولي                                      | +358                                                                                 | +371                                               |
| رمز الإنترنت                                              | .fi                                                                                  | .lv                                                |
| المنطقة الزمنية                                           | ت ع م+02:00، ت ع م+03:00، أوروبا/هلسنكي ‏، توقيت شرق أوروبا، توقيت شرق أوروبا الصيفي ‏ | ت ع م+02:00، ت ع م+03:00، أوروبا/ريغا ‏             |

## مدن متوأمة
في ما يلي قائمة باتفاقيات التوأمة بين مدن فنلندية ولاتفية:
- ترتبط بوري مع ريغا باتفاقية توأمة منذ 16 مايو 1969.
- ترتبط كيرافا مع أوغره باتفاقية توأمة منذ 26 مايو 2012.[16][16][16]
- ترتبط كاركيلا مع سيغولدا باتفاقية توأمة.
- ترتبط جاكوبستاد مع يورمالا باتفاقية توأمة.

## منظمات دولية مشتركة
يشترك البلدان في عضوية مجموعة من المنظمات الدولية، منها:
| علم المنظمة | اسم المنظمة                               | تاريخ انضمام فنلندا | تاريخ انضمام لاتفيا |
| ----------- | ----------------------------------------- | ------------------- | ------------------- |
|             | الاتحاد الأوروبي                          | 1995                | 1 مايو 2004         |
|             | وكالة ضمان الاستثمار متعدد الأطراف        | 28 ديسمبر 1988      | 21 أغسطس 1998       |
|             | منظمة التعاون الاقتصادي والتنمية          | 1969                | 16 يونيو 2016       |
|             | الأمم المتحدة                             | 14 ديسمبر 1955      | 17 سبتمبر 1991      |
|             | الفريق المعني برصد الأرض                  | ?                   | ?                   |
|             | مركز تنسيق الحركة في أوروبا ‏              | ?                   | ?                   |
|             | Nordic Battlegroup ‏                       | ?                   | ?                   |
|             | منظمة حظر الأسلحة الكيميائية              | ?                   | ?                   |
|             | منظمة التجارة العالمية                    | 1995                | 1999                |
|             | منظمة الشرطة الجنائية الدولية             | ?                   | ?                   |
|             | مجلس دول بحر البلطيق                      | 1992                | ?                   |
|             | منظمة الأمن والتعاون في أوروبا            | 25 يونيو 1973       | 10 سبتمبر 1991      |
|             | مؤسسة التنمية الدولية                     | 29 ديسمبر 1960      | 11 أغسطس 1992       |
|             | يونسكو                                    | 10 أكتوبر 1956      | 9 يوليو 1951        |
|             | مجلس أوروبا                               | 5 مايو 1989         | ?                   |
|             | الاتحاد البريدي العالمي                   | ?                   | ?                   |
|             | البنك الدولي للإنشاء والتعمير             | 14 يناير 1948       | 11 أغسطس 1992       |
|             | اتفاقية السماوات المفتوحة                 | ?                   | ?                   |
|             | المنظمة الهيدروغرافية الدولية             | ?                   | ?                   |
|             | الاتحاد الدولي للاتصالات                  | 1 سبتمبر 1920       | 11 ديسمبر 1921      |
|             | مؤسسة التمويل الدولية                     | 20 يوليو 1956       | 29 سبتمبر 1993      |
|             | المنظمة الأوروبية لسلامة الملاحة الجوية   | 2001                | 2011                |
|             | المركز الدولي لتسوية المنازعات الاستشارية | 8 فبراير 1969       | 7 سبتمبر 1997       |
|             | مجموعة أستراليا                           | 1991                | 2004                |
|             | مجموعة الموردين النوويين                  | ?                   | ?                   |

## وصلات خارجية
- موقع وزارة الخارجية الفنلندية
- موقع وزارة الخارجية اللاتفية